# G-11
G-11 (ros. Г-11) – radziecki lekki szybowiec transportowy z okresu II wojny światowej, zaprojektowany przez biuro konstrukcyjne Władimira Gribowskiego

## Historia

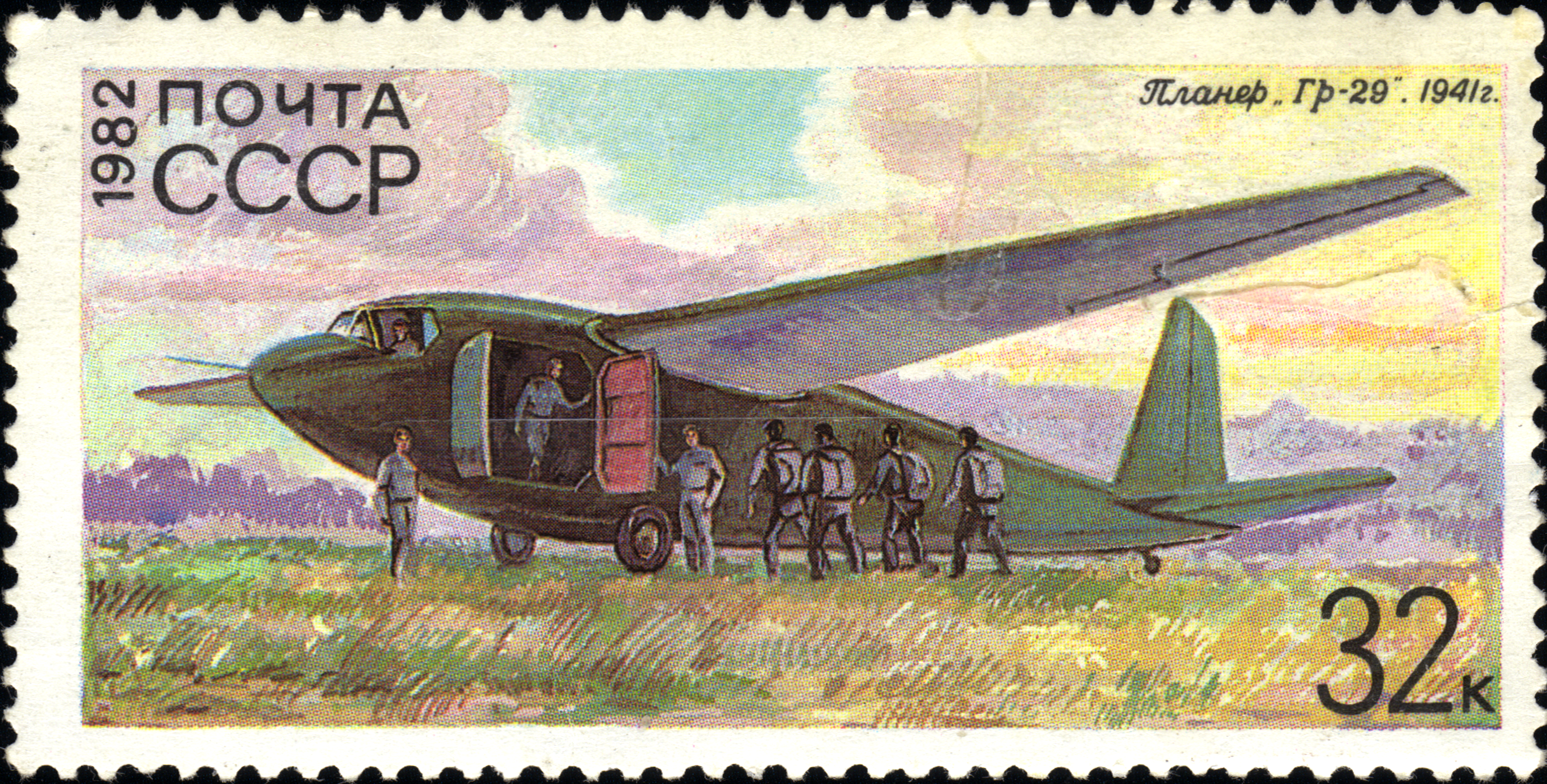
Szybowiec G-11 na radzieckim znaczku pocztowym

ZSRR był światowym pionierem w konstruowaniu szybowców desantowych – pierwsza konstrukcja tego typu G-63 powstała już w 1932. Jednakże, mimo rozwijania wojsk powietrznodesantowych, przed II wojną światową żaden z projektów szybowców desantowych nie był produkowany seryjnie. Dopiero po ataku Niemiec na ZSRR, radzieckie dowództwo dostrzegło konieczność budowy szybowców tego rodzaju, dla planowanych operacji desantowych. Zadanie skonstruowania lekkiego szybowca transportowego powierzono biuru konstrukcyjnemu OKB-28 Władimira Gribowskiego już 7 lipca 1941, przy czym Gribowski zobowiązał się dostarczyć prototyp w ciągu dwóch miesięcy.
Prototyp szybowca, oznaczonego początkowo G-29 lub Gr-29, wzleciał już 1 września 1941. Okazał się on udany i skierowano go do produkcji seryjnej. Pierwsze szybowce zbudowano jeszcze w tym samym roku. Otrzymał on następnie oznaczenie G-11, od ilości przewożonych żołnierzy.
Do połowy 1942 zakład  nr 471 w Szumierlii (w Czuwaszji) zbudował 138 szybowców, a zakład nr 494 we wsi Kozłowka – 170 szybowców, łącznie 308. Produkcję następnie przerwano z powodu zaspokojenia potrzeb, w sytuacji braku odpowiedniej ilości samolotów do holowania i pilotów. Od 1944 produkcję G-11 wznowiono w Riazaniu. Podczas produkcji wprowadzano ulepszenia, jak powiększony luk ładunkowy na lewej burcie (szerokości 140 cm), przy rezygnacji z prawych drzwi. Od października 1944 budowano także szybowce z podwójnymi sterownicami i innymi ulepszeniami, nadające się do szkolenia pilotów, oznaczone G-11U. Szybowce G-11 produkowano aż do 1948. Brak jest danych odnośnie do całkowitej produkcji G-11, ocenia się ją w literaturze na około 500-600 szybowców.
W lecie 1942 zbudowano i przetestowano wersję motoszybowca oznaczoną początkowo jako G-11M, później G-30, wyposażoną w silnik M-11 na pylonie nad kadłubem. Motoszybowiec nie wszedł jednak do produkcji seryjnej w związku z zakończeniem produkcji szybowców.

## Służba w lotnictwie
Szybowce transportowe G-11 zostały wprowadzone do jednostek powietrznodesantowych Armii Czerwonej w okresie II wojny światowej, a do ich holowania używano samolotów SB-2, a później także Ił-4.
Używano ich przede wszystkim od połowy 1942 do lotów na tyły terenów zajętych przez Niemców, z zaopatrzeniem i bronią dla partyzantów. Szczególne nasilenie lotów tego typu miało miejsce od marca  1943, do rejonu Połocka, Biagomla i Lepela na Białorusi, które stały się „centrum” zaopatrywania oddziałów ze sporego obszaru. Szybowce po wykonaniu takiego lotu były po wylądowaniu niszczone, gdyż nie mogły powtórnie wystartować (wyjątkiem był jedyny podczas wojny lot powrotny w kwietniu 1943 szybowca pilotowanego przez Siergieja Anochina, transportującego dwóch rannych dowódców partyzanckich, wyholowanego na krótkim holu przez samolot SB-2 pilotowany przez Jurija Żelutowa). Nasilona akcja zaopatrzeniowa w tym obszarze trwała do listopada 1943, użyto w niej kilkuset szybowców, w dużej mierze G-11. Do zaopatrywania partyzantów w innych rejonach szybowców używano jeszcze w 1944. Ponadto używane były do przerzucania niewielkich grup sabotażowych na tyły wroga. Szybowców G-11 użyto też przynajmniej w jednej operacji desantowej (na niewielką skalę), przy forsowaniu Dniepru pod Czerkasami, gdzie przerzucały działka przeciwpancerne i moździerze dla oddziałów spadochronowych.
W listopadzie 1942 radzieckich szybowców użyto do nietypowej akcji dostarczenia oddziałom pancernym walczącym pod Stalingradem niezamarzającego płynu do chłodnic („antifrizu”).
Szybowiec G-11 był uważany za udany i prawidłowy w pilotażu. Miał większą ładowność od drugiego budowanego w ZSRR szybowca, A-7 Antonowa, w jego ładowni można było transportować lekkie działa (rozłożone na części).

## Opis konstrukcji
Lekki szybowiec transportowy, górnopłat o konstrukcji całkowicie drewnianej, pokryty sklejką. Jego produkcja była bardzo tania, gdyż z założenia był on jednorazowego użytku. Kadłub konstrukcji półskorupowej, w przekroju zbliżony do prostokąta. Z przodu była jednoosobowa kabina pilota, z otwieraną do góry oszkloną osłoną. Za nią była ładownia długości 3,24 m i szerokości 1,25-1,36 m. Pośrodku obu burt były drzwi o wymiarach 1,2 × 0,7 m. Żołnierze desantu siedzieli na dwóch składanych ławkach wzdłuż burt. W każdej burcie były dwa małe okienka. Kabina pilota nie była oddzielona od ładowni. Skrzydła składały się z części wewnętrznych i zewnętrznych o obrysie trapezowym; były wyposażone w klapy do lądowania.
Szybowiec posiadał niezbędne przyrządy pilotażowo-nawigacyjne: prędkościomierz, wysokościomierz, wariometr i zegar.
Podwozie klasyczne, stałe, z płozą ogonową. Szybowiec startował na kołach (rozmiar 600×250), mógł lądować natomiast dla skrócenia dobiegu na podkadłubowej płozie (pilot unosił koła przy pomocy dźwigni powyżej  dolnej płaszczyzny szybowca).
Szybowiec w swojej ładowni mógł przewozić ładunki do 1200 kg lub 11 żołnierzy z pełnym wyposażeniem (włącznie z pilotem).